# Via nasal
Via nasal ou intranasal é uma via de administração que consiste na aplicação de fármacos dentro do nariz. Evita o efeito de primeira passagem hepática. Pode ser usado na reposição hormonal.

## Mucosa nasal

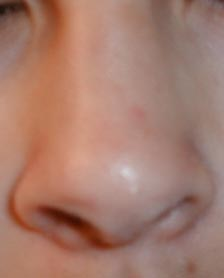
Nariz humano

Este local é considerado ineficiente na absorção de fármacos. As partículas de droga devem ser pequenas para que alcancem os pulmões.